# Refuge du Châtelleret
Il refuge du Châtelleret (2.032 m s.l.m.) è un rifugio alpino che si trova nel massiccio degli Écrins tra La Bérarde ed il refuge du Promontoire. Offre una bella vista sulla parete sud della Meije.
Il rifugio è stato costruito nel luogo in cui Pierre Gaspard ha bivaccato durante la sua prima ascensione alla Meije nel 1877.
In estate il rifugio è punto di partenza per numerose salite alpinistiche:
- Tête du Replat - 3.442 m - sia nella sua punta sud che punta nord
- Pic Nord des Cavales - 3.362 m
- Pointe des Aigles - 3.335 m